# Microrégion de Propriá

Localisation de la microrégion de Propriá

La microrégion de Propriá est l'une des sept microrégions qui subdivisent l'Est de l'État du Sergipe au Brésil.
Elle comporte 10 municipalités qui regroupaient 94 780 habitants en 2006 pour une superficie totale de 1 015 km².

## Municipalités[1]
- Amparo de São Francisco
- Brejo Grande
- Canhoba
- Cedro de São João
- Ilha das Flores
- Neópolis
- Nossa Senhora de Lourdes
- Propriá
- Santana do São Francisco
- Telha